# طه موسى
طه موسى هو لاعب كرة قدم سوري في مركز حراسة المرمى، ولد في 24 مايو 1987 في دمشق في سوريا. شارك مع منتخب سوريا لكرة القدم. أما مع النوادي، فقد لعب مع نادي الجيش ونادي الوحدة.